# Жирнов
Жирнов е селище от градски тип в Тацинския район на Ростовска област в Русия.
Разположен е на десния бряг на река Бистрая (приток на Северский Донец). Железопътна гара на линията Морозовск – Лихая. В близост до селището се намира хутор Худяков.
Населението на града през 2010 г. е 5609 жители.
Основните заводи в града са за производство на млечни продукти и за макадам и чакъл.